# Aponogeton lancesmithii
Aponogeton lancesmithii är en enhjärtbladig växtart som beskrevs av Carl Barre Hellquist och Surrey Wilfrid Laurance Jacobs. Aponogeton lancesmithii ingår i släktet Aponogeton och familjen Aponogetonaceae.
Artens utbredningsområde är Queensland. Inga underarter finns listade.